# 맥홀츠 혜성

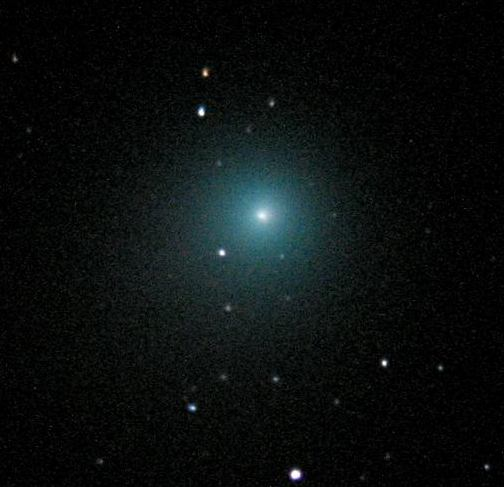
2005년 2월 촬영한 맥홀츠 혜성

맥홀츠 혜성은 2005년 1월 5, 6일 무렵 지구와 가장 가까워진 혜성으로, 도널드 맥홀츠가 2004년 8월에 발견했다. 공식 이름은 C/2004 Q2이다.
2005년 1월 5,6일 무렵 지구와 가장 가까워 졌을 때, 혜성과 지구와의 거리는 5100만km였다. 고도가 매우 높아 1월 8일경에는 육안으로도 볼 수 있을 정도였으며, NASA에서는 안드로메다 은하 밝기와 비슷한 4등급으로 밝혔으나 별처럼 밝게 빚나지는 않고 흐릿한 빚이 넓게 관찰됐다. 1월 초, 남쪽 하늘에서 황소자리를 통과하고 1월 8일 플레이아데스 성단을 지나 1월 28일에는 페르세우스 이중성단을 지나갔다. 맥홀츠 혜성은 비주기성으로 다시는 지구 근처에 나타나지 않는다.